# Danh sách trường đại học ở Canada

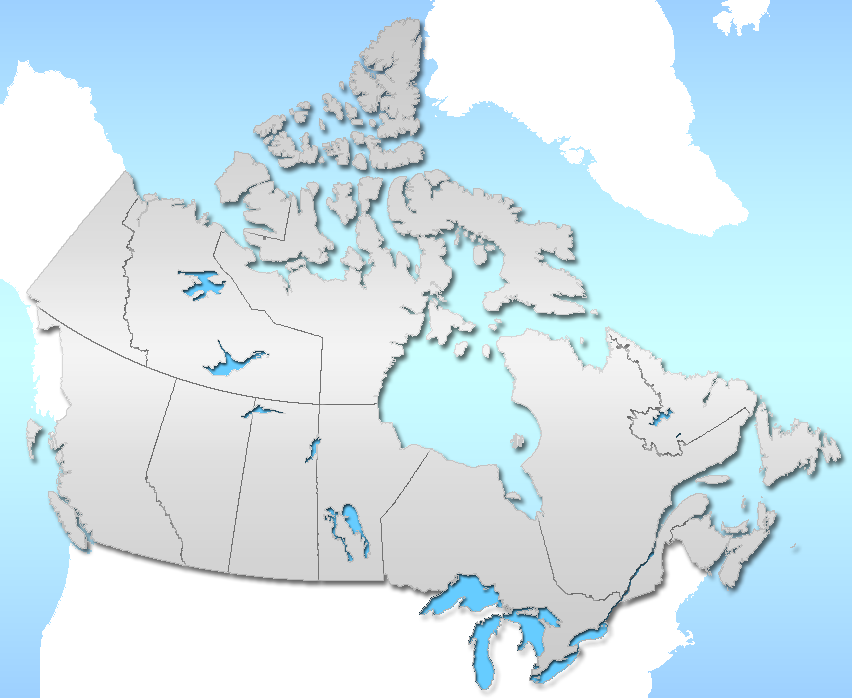
Bản đồ các vùng ở Canada

Ở Canada, trách nhiệm pháp lý ở các trường đại học thuộc về các  tỉnh và vùng lãnh thổ Canada. Quyết định phân trách nhiệm đào tạo ở các trường đại học cho các cơ quan lập pháp địa phương được ban hành trong Đạo luật Anh Bắc Mỹ vào năm 1867, sau đó đổi tên thành Luật Hiến pháp năm 1982; trong đó tuyên bố:"mỗi tỉnh, Cơ quan Lập pháp độc quyền trong xây dựng các luật liên quan đến Giáo dục". Với nội dung đã thỏa thuận trong bản Hiến pháp, một hệ thống giáo dục dành cho các trường đại học đã được phát triển khác nhau ở mỗi tỉnh. Tuy nhiên, cũng có ngoại lệ là cơ cấu trình độ đại học tỉnh được sắp xếp cho người thiểu số ở Canada. Với trách nhiệm pháp lý cho thổ dân theo hiệp ước Status thuộc liên bang chính phủ Canada dưới Hiến pháp Canada năm 1982, chính phủ Liên bang chịu trách nhiệm tài trợ cơ hội học tập giáo dục cho cộng đồng thổ dân.
Liên đoàn các trường đại học và cao đẳng ở Canada (AUCC), là tổ chức bao gồm các trường đại học ở Canada, định nghĩa hai loại riêng biệt của các trường sau trung học ở Canada: đại học & cao đẳng. Đại học cấp bằng đại học, bao gồm bằng cử nhân, thạc sĩ, tiến sĩ; trong khi đó cao đẳng chỉ cấp văn bằng tốt nghiệp. Trong một số trường hợp, đại học phải là thành viên của AUCC để có thể cấp bằng chứng chỉ. Tuy nhiên, các tỉnh thành viên sẽ không có sự bảo đảm về tình trạng đại học. Chính phủ ở tỉnh và vùng lãnh thổ cung cấp phần lớn kinh phí cho các trường đại học công lập, với phần còn lại của kinh phí từ chính phủ liên bang, học phí, và kinh phí nghiên cứu. Điểm các nhau cơ bản giữa đại học ở tỉnh là lượng kinh phí mỗi trường nhận được. Các đại học ở Quebec nhận nhiều tài trợ nhất và có học phí thấp nhất, trong các đại học ở Đại Tây Dương Canada nhận tài trợ ít nhất . Trong số các quốc gia G7, Canada có tỉ lệ sinh viên tốt nghiệp đại học, sau đại học cao nhất trong lực lượng lao động đất nước. Canada cũng là quốc gia có tỉ lệ phần trăm sinh viên đại học tốt nghiệp trong lực lượng lao động cao nhất với 22%. Có khoảng xấp xỉ 1.2 triệu sinh viên đại học ở Canada theo tổng số dưới đây.
Có tổng cộng 83 đại học ở Canada là các viện đại học độc lập với cấp bậc giáo dục trên trung học và có thẩm quyền cấp các chứng chỉ và bằng cấp cho học viên. 7 trong số các đại học này tọa lạc ở Montreal, Quebec - đây cũng là thành phố có nhiều trường đại học nhất ở Canada. 6 đại học khác nằm ở Halifax, Nova Scotia. Từ năm 2008 trở đi, có 5 đại học được công nhận ở quận khu vực Đại Vancouver. 5 đại học khác tọa lạc ở Toronto, Ontario, thành phố đông dân cư nhất của đất nước. Thủ đô Ottawa sở hữu 3 đại học. Đại học lâu đời nhất ở Canada, Université Laval, được thành lập vào năm 1663 với tư cách là một trường dòng và sau đó cấp quy chế đại học vào năm 1852. Đại học Quest là đại học nhỏ nhất Canada với số sinh viên là 80 người, trong khi đó Đại học Quebec là lớn nhất với 87.000 sinh viên.
Bảng viết tắt:
L – Ngôn ngữ (không bao gồm trong chương trình học) (E – Tiếng Anh, F – Tiếng Pháp, B – Tiếng Anh và Tiếng Pháp)
E – Thành lập
U – Tuyển sinh đại học
P – Tuyển sinh sau đại học
T – Tổng sinh viên tuyển sinh

## Danh sách các đại học ở Alberta

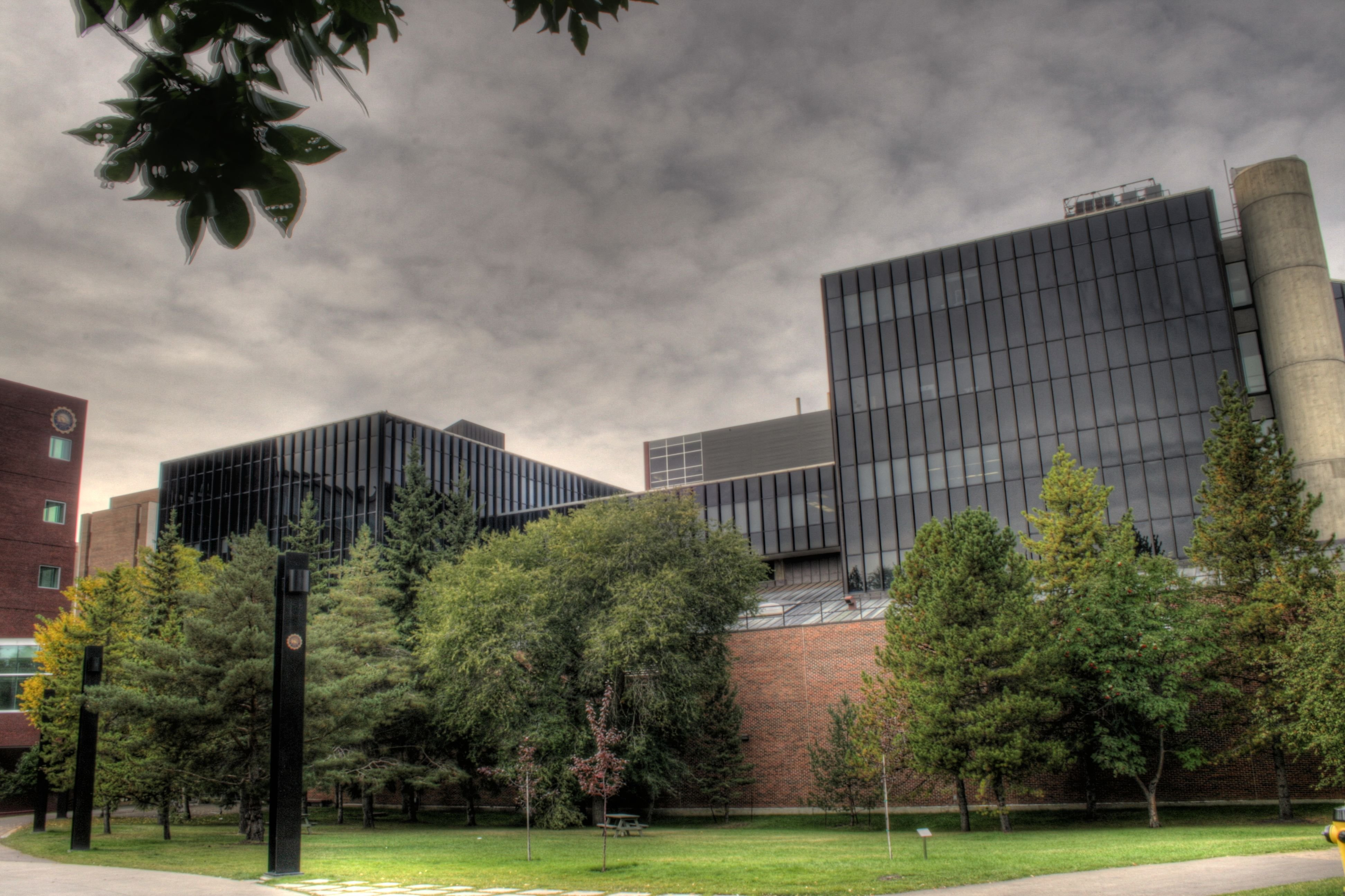
Đại học Alberta là đại học có lượng sinh viên tuyển sinh lớn thứ của tỉnh

Có 5 trường đại học ở Alberta và 13 trường cao đẳng. Hầu hết các trường cao đẳng tự xem là các trường "cao đẳng đại học", tuy nhiên vẫn không phải là đại học mang tính hợp pháp, mặc dù bằng cấp tương đương đại học.
Giáo dục sau cấp bậc Trung học ở Alberta được quy định bởi Bộ Giáo dục và Công nghệ nâng cao  Hiện có 2 trường ở Calgary: Đại học Calgary và Đại học Mount Royal (mặc dùng trường đại học Lethbridge cũng có khuôn viên tại trung tâm thành phố). Edmonton, thủ phủ tỉnh Alberta, là nơi có Đại học Alberta, trường đại học lớn nhất và lâu đời nhất tỉnh.
Năm 2009, một dự luật được thông qua bởi Lập pháp Alberta cho phép 2 trường công lập cấp chứng chỉ (Cao đẳng MacEwan ở Edmonton và Cao đẳng Mount Royal ở Calgary) đổi tên thành đại học. Cao đẳng Mount Royal đổi tên thành đại học Mount Royal vào ngày 3 tháng 9 năm 2009  vào cao đẳng Grant MacEwan trở thành đại học Grant MacEwan vào ngày 24 tháng 9 năm 2009.
| Tên trường            | Địa điểm(s)                   | Ngôn ngữ | Thành lập | Đại học | Sau đại học | Tổng   | Ghi chú |
| --------------------- | ----------------------------- | -------- | --------- | ------- | ----------- | ------ | ------- |
| Đại học Alberta       | Edmonton, Camrose             | B        | 1906      | 29.250  | 6.930       | 36.180 | [ 13 ]  |
| Đại học Athabasca     | Athabasca                     | E        | 1970      | 36.240  | 3.460       | 39.700 | [ 14 ]  |
| Đại học Calgary       | Calgary                       | E        | 1966      | 23.320  | 6.540       | 29.860 | [ 15 ]  |
| Đại học Lethbridge    | Lethbridge, Edmonton, Calgary | E        | 1967      | 7.930   | 300         | 8.230  | [ 16 ]  |
| Đại học Mount Royal   | Calgary                       | E        | 1910      | 10.670  | 0           | 10.670 | [ 17 ]  |
| Đại học Grant MacEwan | Edmonton                      | E        | 1971      | 11.721  | 0           | 11.721 | [ 18 ]  |

## Các trường đại học ở British Columbia

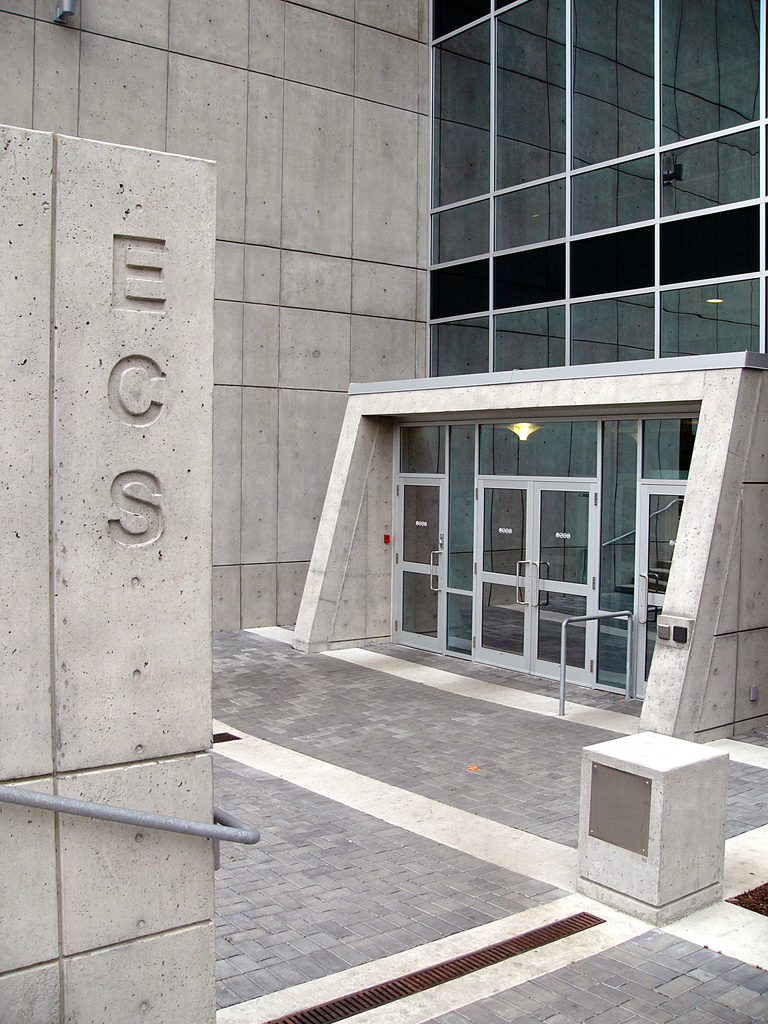
Đại học Victoria, ngày 29/9/2007, 2

Có 4 trường nghiên cứu chuyên sâu ở British Columbia, đó là: Đại học British Columbia, Đại học Vitoria, Đại học Simon Fraser và Đại học Northern British Columbia. Tổng cộng, có 11 trường đại học công lập & 4 trường tư thục.
Chương trình chứng chỉ mới cho tất cả trường đào tạo văn bằng phải được chứng thực bởi bộ Kinh tế Vùng miền & Phát triển Kỹ năng hoặc bộ Khoa học & Đại học. Bộ Khoa học & Đại học cũng đưa ra các thỏa thuận với trường tư thục cấp chứng chỉ ở British Columbia và sử dụng cụm từ "trường đại học" chỉ dành cho mục đích giáo dục. Sáu trường bao gồm – Đại học Capilano, Đại học Nghệ thuật & Thiết kế Emily Carr, Đại học Fairleigh Dickinson, Đại học Kwantlen Polytechnic, Đại học Simon Fraser, và Đại học British Columbia – nằm ở vùng Metro Vancouver, vùng đông dân nhất British Columbia, và 4 trường – Đại học Vancouver Island, Đại học Royal Roads, Đại học Victoria, và Đại học Canada West – nằm ở đảo Vancouver. Hai trường công lập, Đại học Capilano và Đại học Kwantlen Polytechnic và một trường tư thục Đại học Quest là các trường chủ yếu dành cho hệ đại học.
Đại học lâu đời là Đại học British Columbia, thành lập năm 1908, theo sau là Đại học Victoria, cũng thành lập năm 1908. Có 5 trường chính thức được chỉ định là trường đại học vào ngày 1 tháng 9 năm 2008: Đại học Capilano, Đại học Nghệ thuật & Thiết kế Emily Carr, Đại học Kwantlen Polytechnic, Đại học Fraser Valley, và Đại học Vancouver Island. Số lượng tuyển sinh tại British Columbia từ 80 sinh viên (Đại học Quest) đến 45,484 sinh viên (Đại học British Columbia).
| Tên trường                               | Địa điểm(s)                                 | L | E              | U      | P     | T      | Ghi chú |
| ---------------------------------------- | ------------------------------------------- | - | -------------- | ------ | ----- | ------ | ------- |
| Đại học Capilano                         | North Vancouver                             | E | 1968           | 7.500  | 0     | 7.500  | [ 22 ]  |
| Đại học Nghệ thuật & Thiết kế Emily Carr | Vancouver                                   | E | 1925           | 1.870  | 28    | 1.898  | [ 23 ]  |
| Đại học Fairleigh Dickinson              | Vancouver                                   | E | 2007           | 78     | 0     | 78     | [ 24 ]  |
| Đại học Kwantlen Polytechnic             | Richmond, Surrey, Langley, and Cloverdale   | E | 1981           | 16.811 | 0     | 16.811 | [ 25 ]  |
| Đại học Quest                            | Squamish                                    | E | 2002           | 300    | 0     | 300    | [ 26 ]  |
| Đại học Royal Roads                      | Victoria                                    | E | 1995 (June 21) | 887    | 3.385 | 4.272  | [ 27 ]  |
| Đại học Simon Fraser                     | Burnaby, Surrey, & Vancouver                | E | 1965           | 29.697 | 5.507 | 35.204 | [ 28 ]  |
| Đại học Thompson Rivers                  | Kamloops                                    | E | 1970           | 13.072 | 100   | 13.172 | [ 29 ]  |
| Đại học Trinity Western                  | Langley                                     | E | 1962           | 2.130  | 730   | 2.860  | [ 30 ]  |
| Đại học British Columbia                 | Vancouver & Kelowna                         | E | 1908 (March 7) | 41.700 | 8.630 | 50.330 | [ 31 ]  |
| Đại học Victoria                         | Victoria                                    | E | 1903           | 18.863 | 3.542 | 22.405 | [ 32 ]  |
| Đại học Tây Canada                       | Victoria                                    | E | 2005           | 350    | 0     | 350    | [ 33 ]  |
| Đại học Fraser Valley                    | Abbotsford, Chilliwack và Mission           | E | 1974           | 8.124  | 40    | 8.164  | [ 34 ]  |
| Đại học Northern British Columbia        | Prince George                               | E | 1990 (June 21) | 3.068  | 490   | 3.558  | [ 35 ]  |
| Đại học Đảo Vancouver                    | Nanaimo, Duncan, Parksville, & Powell River | E | 1969           | 6.116  | 163   | 6.279  | [ 36 ]  |

## Các đại học ở Manitoba

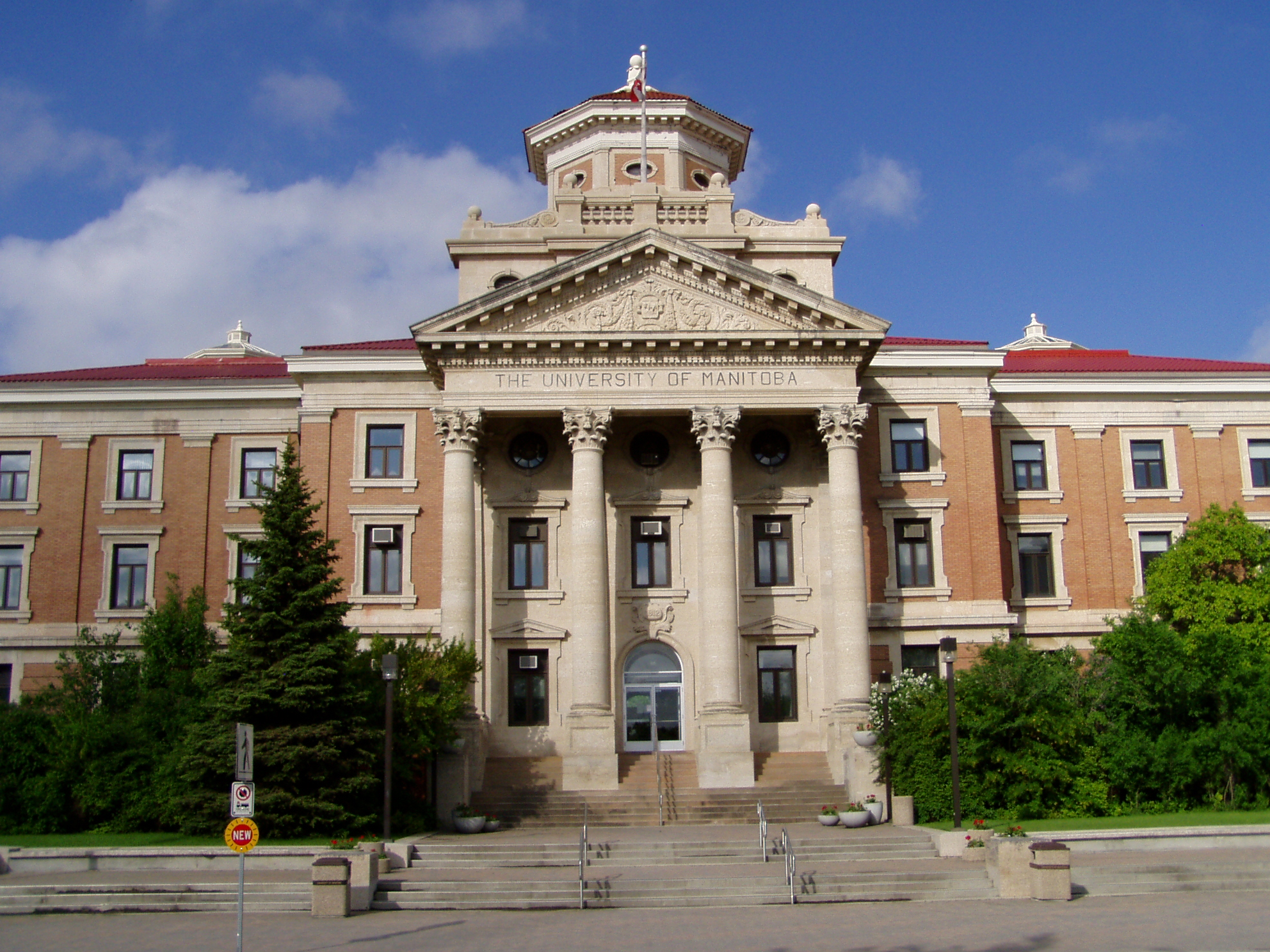
Trường đại học Manitoba có lượng sinh viên tuyển sinh lớn nhất ở Manitoba

Có 5 trường đại học ở Manitoba, dưới sự quản lý của Bộ Giáo dục & Văn học Nâng cao. Bốn trường này là—Đại học Manitoba, Đại học Saint-Boniface, Đại học Canadian Mennonite và Đại học Winnipeg—nằm ở Winnipeg, thành phố thủ phủ và lớn nhất tỉnh. Cao đẳng Saint-Boniface, thành lập năm 1818, là trường lâu đời nhất nói dạy bằng tiếng Pháp, và Đại học Brandon, thành lập năm 1899 ở Brandon, Mb., là đại học mới nhất.
| Tên trường                 | Địa điểm | L | E    | U      | P     | T      | Ghi chú |
| -------------------------- | -------- | - | ---- | ------ | ----- | ------ | ------- |
| Đại học Brandon            | Brandon  | E | 1899 | 3.140  | 120   | 3.260  | [ 39 ]  |
| Đại học Canadian Mennonite | Winnipeg | E | 1944 | 1.600  | 0     | 1.600  | [ 40 ]  |
| Đại học Manitoba           | Winnipeg | B | 1877 | 23.640 | 3.160 | 26.800 | [ 41 ]  |
| Đại học Saint-Boniface     | Winnipeg | F | 1818 | 930    | 54    | 984    | [ 42 ]  |
| Đại học Winnipeg           | Winnipeg | E | 1871 | 9.010  | 0     | 9.010  | [ 43 ]  |

## Các trường đại học ở tỉnh New Brunswick

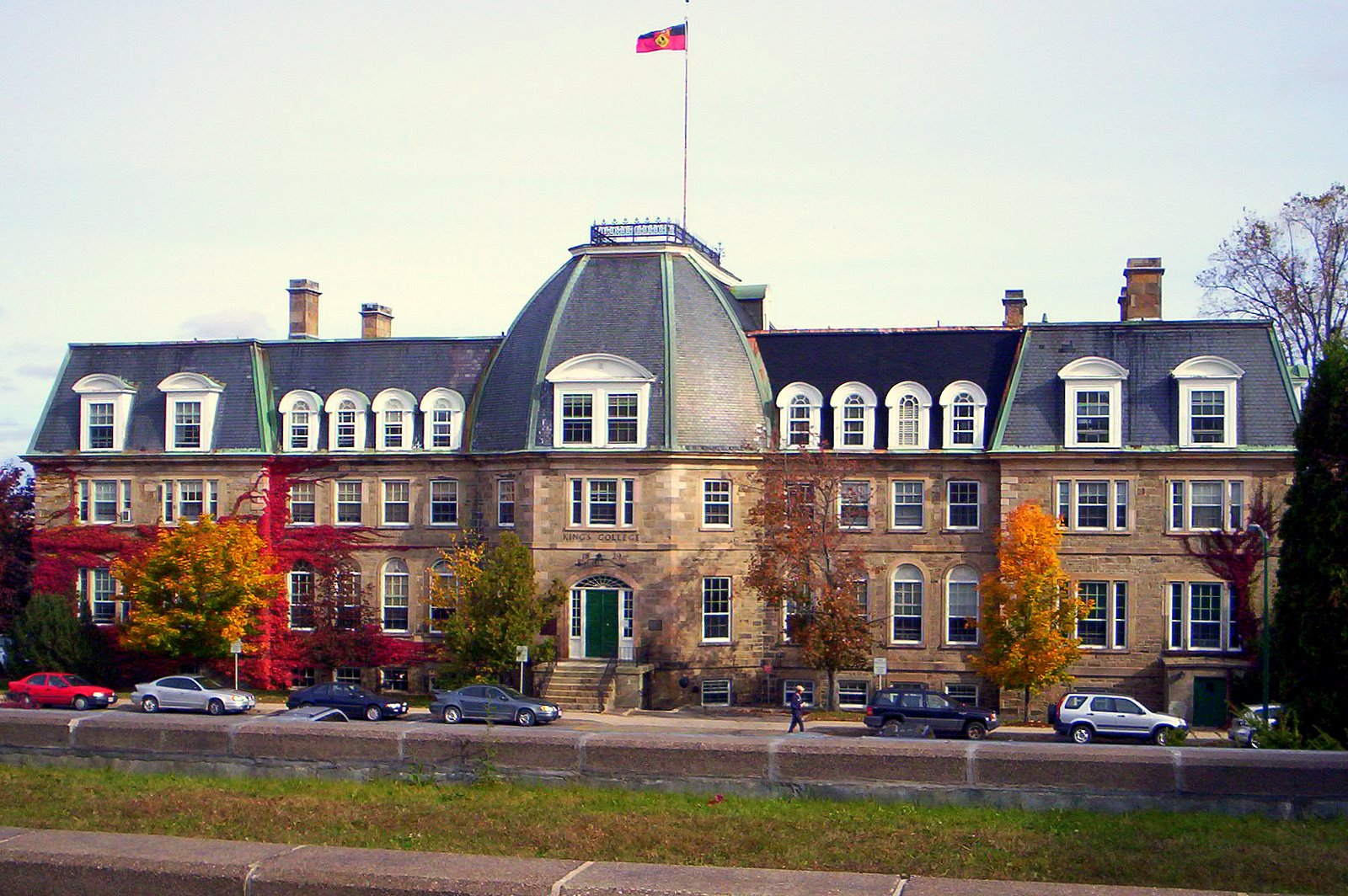
Đại học New Brunswick có lượng sinh viên tuyển sinh lớn nhất tỉnh.

Có 7 trường đại học điều lệ ở New Brunswick; 4 trường đại học công lập, quản lý bộ Giáo dục Trung học, Đào tạo và Lao động, và 3 trường tôn giáo. New Brunswick có trường đại học tiếng Anh đầu tiên ở Canada và trường công lập đầu tiên ở Bắc Mỹ, đó là (Đại học New Brunswick); và cũng có trường đại học đầu tiên của Đế Chế Anh quốc có trao bằng giải thưởng cho phụ nữ vào năm 1875, đó là Đại học Mount Allison. Đại học St. Thomas và Đại học New Brunswick có trụ sở tại thành phố thủ phủ Fredericton và UNB cũng có trụ sở tại Saint John. Đại học Thomas là đại học duy nhất trong tỉnh không có tuyển chương trình đại học. Được thành lập năm 1785, New Brunswick là đại học lâu đời nhất tỉnh, và Đại học Moncton là đại học non trẻ nhất, thành lập năm 1963. Trường công lập tuyển sinh sinh viên từ Đại học Mount Allison với 2,48 sinh viên tới Đại học New Brunswick với 10,587 sinh viên. Đại học Crandall là một trong 3 trường tư thục lớn nhất mong đợi sẽ có số lượng tuyển sinh vào khoảng 1,200 sinh viên.
| Tên trường            | Địa điểm(s)                    | L | E    | U     | P     | T      | Ghi chú                 |
| --------------------- | ------------------------------ | - | ---- | ----- | ----- | ------ | ----------------------- |
| Đại học Kingswood     | Sussex                         | E | 1945 | 300   | 0     | 300    | Bản mẫu:Cập nhật sau    |
| Đại học Crandall      | Moncton                        | E | 1949 | 685   | 0     | 685    | Bản mẫu:Cập nhật sau    |
| Đại học Moncton       | Moncton, Shippagan, Edmundston | F | 1963 | 5.184 | 738   | 5.922  | Bản mẫu:Cập nhật sau    |
| Đại học Mount Allison | Sackville                      | E | 1839 | 2.648 | 12    | 2.660  | [ 49 ] [ cần cập nhật ] |
| Đại học New Brunswick | Fredericton & Saint John       | E | 1785 | 9.253 | 1.444 | 10.697 | Bản mẫu:Cập nhật sau    |
| Đại học St. Stephen   | St. Stephen                    | E | 1975 | 100   | 0     | 100    | [ 50 ] [ cần cập nhật ] |
| St. Thomas University | Fredericton                    | E | 1910 | 2.655 | 0     | 2.655  | Bản mẫu:Cập nhật sau    |

## Các đại học ở Newfoundland và Labrador

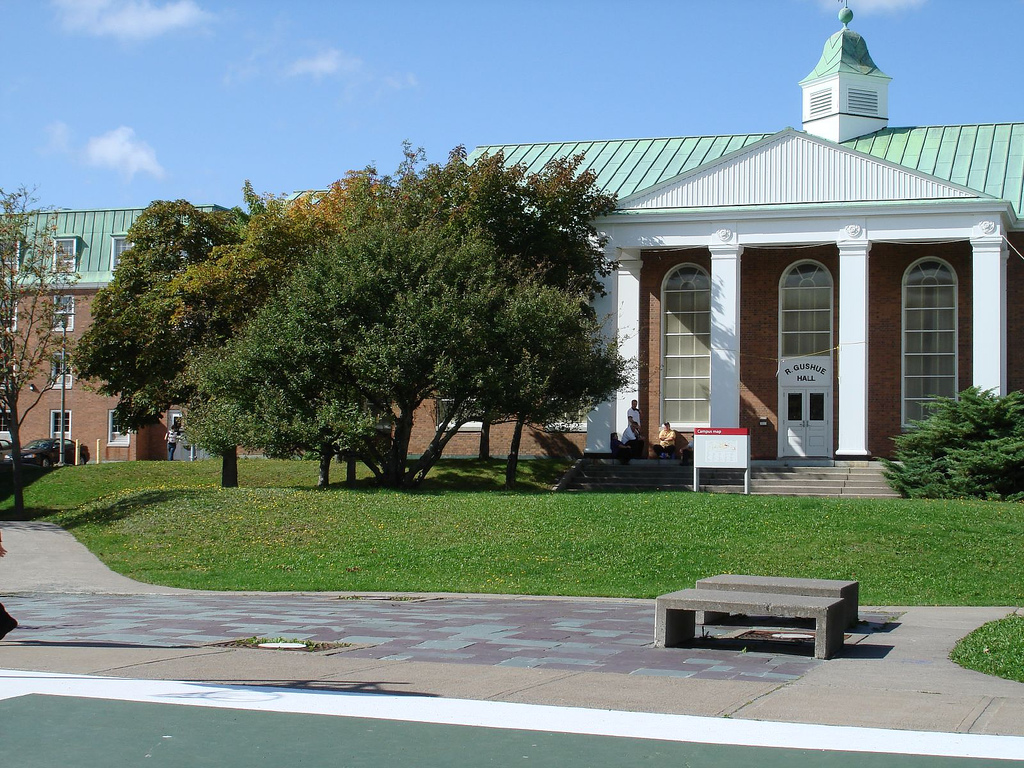
Đại học Memorial Newfoundland là đại học lớn nhất ở Atlantic Canada.

Đạo luật về bằng cấp ở Newfoundland và Labrador quy định mức độ cấp bằng các đại học trong tỉnh. Chỉ có trường đại học ở Newfoundland và Labrador, Đại học Memorial Newfoundland, có trụ sở ở 2 thành phố, ở St. John's, thủ phủ của Newfoundland và Labrador,và ở thành phố biển phía Tây tỉnh, Corner Brook. Với lượng sinh viên tuyển sinh là 18,172, Đại học Memorial Newfoundland là trường lớn nhất ở Atlantic Canada.
| Tên trường                    | Địa điểm(s)                           | L | E    | U      | P     | T      | Ghi chú              |
| ----------------------------- | ------------------------------------- | - | ---- | ------ | ----- | ------ | -------------------- |
| Đại học Memorial Newfoundland | St. John's, Corner Brook & Harlow, UK | E | 1925 | 15.454 | 3.118 | 18.572 | Bản mẫu:Cập nhật sau |

## Các trường đại học ở Nova Scotia

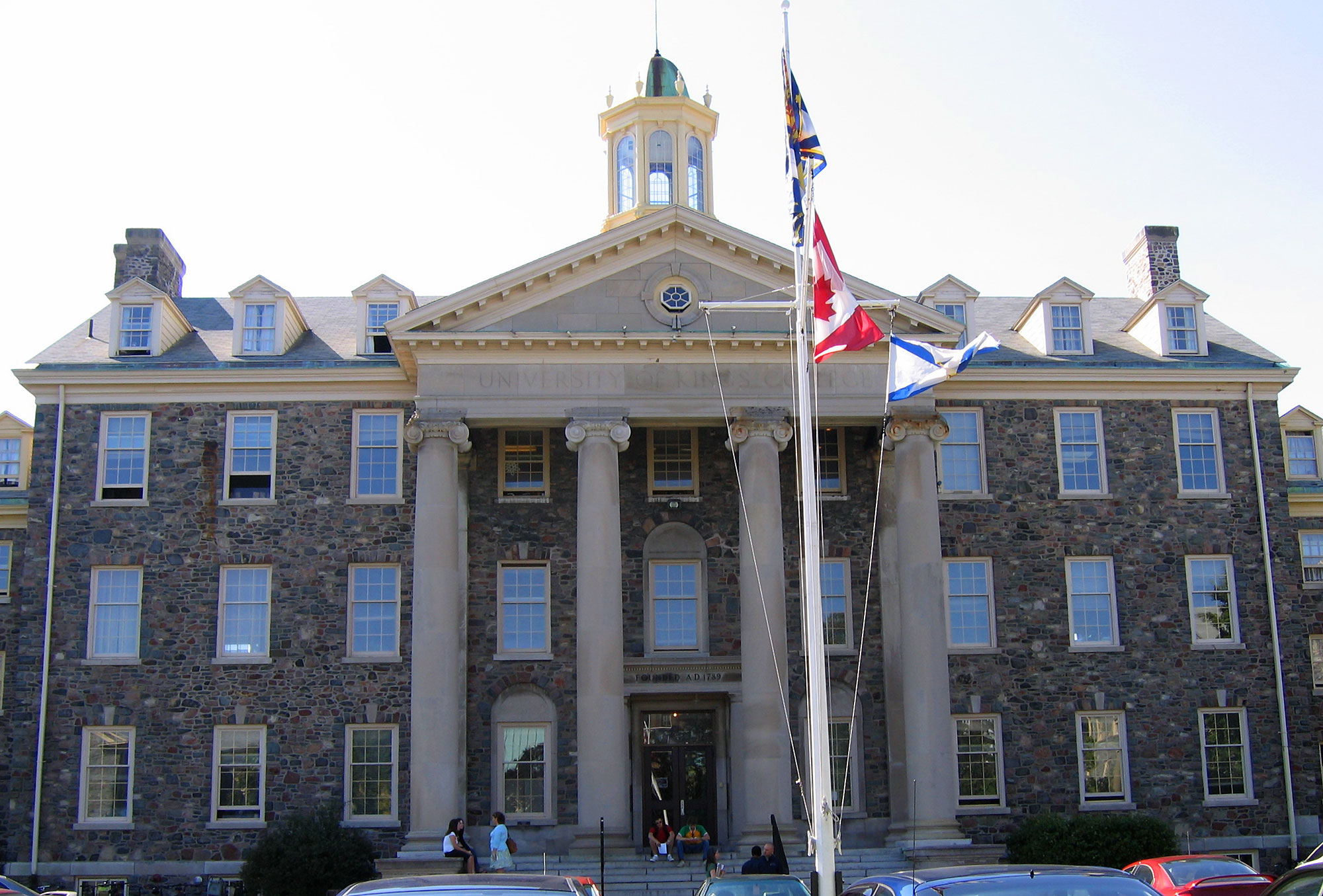
Đại học cao đẳng King là đại học lâu đời nhất ở Nova Scotia.

Có 11 trường đại học ở tỉnh nằm trong Canada thuộc Nova Scotia. Sáu trường đại học bao gồm – the Trường Thần học Đại Tây Dương, Đại học Dalhousie, Đại học Mount Saint Vincent, the Đại học NSCAD, Đại học Saint Mary, và trường Đại học Cao đẳng King – nằm ở khu vực đô thị Halifax, thành phố thủ phủ của Nova Scotia và là khu vực đô thị lớn nhất vùng Đại Tây dương Canada. 
Đại học lâu đời nhất là Đại học cao đẳng King, thành lập năm 1789, và đại học mới nhất là đại học Cape Breton, thành lập năm 1974. Tuyển sinh đại học ở Nova Scotia từ 125 sinh viên ở Trường Thần học Đại Tây Dương đến 15,970 sinh viên ở trường đại học Dalhousie.
Một vài trường đại học ở Nova Scotia có sự liên kết mạnh mẽ với tôn giáo. Trường đại học cao đẳng King, thành lập đầu tiên ở Windsor, giữ sự phân biệt của việc trở thành trường đầu tiên có quyền hạn đại học ở Anh Bắc Mỹ, vào thời điểm thời gian tiền Canada khi không có sự kiểm soát của chính phủ. Trường đặt dưới sự quản lý của Nhà thời Anh quốc. Đại học Dalhousie, tiền thân là cao đẳng Dalhousie, thành lập ở Halifax năm 1820 với sự giúp đỡ của nhà thờ Presbyterian và Đại học Acadia được thành lập bởi nhà thờ dòng Baptists. Công giáo đã hình thành đại học Saint Mary và đại học Saint Francis Xavier.
| Tên trường                       | Địa điểm (s) | L | E    | U      | P     | T      | Ghi chú              |
| -------------------------------- | ------------ | - | ---- | ------ | ----- | ------ | -------------------- |
| Đại học Acadia                   | Wolfville    | E | 1838 | 3.437  | 519   | 3.956  | Bản mẫu:Cập nhật sau |
| Trường Thần học Đại Tây Dương    | Halifax      | E | 1971 | 0      | 147   | 147    | Bản mẫu:Cập nhật sau |
| Đại học Cape Breton              | Sydney       | E | 1974 | 2.987  | 181   | 3.168  | Bản mẫu:Cập nhật sau |
| Đại học Dalhousie                | Halifax      | E | 1818 | 13.478 | 3.783 | 17.261 | Bản mẫu:Cập nhật sau |
| Đại học Cao đẳng King            | Halifax      | E | 1789 | 1.250  | 7     | 1.257  | Bản mẫu:Cập nhật sau |
| Đại học Mount Saint Vincent      | Halifax      | E | 1873 | 2.898  | 959   | 3.857  | Bản mẫu:Cập nhật sau |
| Cao đẳng Nông nghiệp Nova Scotia | Bible Hill   | E | 1905 | 910    | 84    | 994    | Bản mẫu:Cập nhật sau |
| Đại học NSCAD                    | Halifax      | E | 1887 | 986    | 27    | 1.013  | Bản mẫu:Cập nhật sau |
| Đại học Saint Francis Xavier     | Antigonish   | E | 1853 | 4.571  | 356   | 4.927  | Bản mẫu:Cập nhật sau |
| Đại học Saint Mary               | Halifax      | E | 1802 | 6.682  | 575   | 7.257  | Bản mẫu:Cập nhật sau |
| Đại học Sainte-Anne              | Church Point | F | 1890 | 438    | 63    | 501    | Bản mẫu:Cập nhật sau |

## Các trường đại học ở Ontario
Có khoảng 23 trường công lập được tài trợ ở Ontario có quyền cấp bằng chứng chỉ. Ngoài ra có 17 đại học tư nhân được tài trợ và đại học tôn giáo. Mỗi trường đều được thành lập thông qua Viện Lập pháp Ontario hoặc thông qua Hiến pháp. Sinh viên đăng ký hồ sơ vào các đại học công lập Ontario thông qua Trung tâm Hồ sơ đại học Ontario. Đại học Toronto là đại học lâu đời nhất, thành lập năm 1827, và đại học Algoma là đại học mới nhất, thành lập năm 2008. Trường có lượng sinh viên tuyển sinh lớn nhất là đại học Toronto, với 3 trụ sở: trụ sở tại St. George (trụ sở chính), trụ sở Scarborough, và trụ sở Mississauga.
| Tên trường                         | Địa điểm(s)                 | L | E    | U      | P      | T      | Ghi chú |
| ---------------------------------- | --------------------------- | - | ---- | ------ | ------ | ------ | ------- |
| Đại học Algoma                     | Sault Ste. Marie            | E | 2008 | 1.150  | 0      | 1.150  | [ 59 ]  |
| Đại học Brock                      | St. Catharines              | E | 1964 | 15.747 | 1.259  | 17.006 | [ 60 ]  |
| Đại học Carleton                   | Ottawa                      | E | 1942 | 20.950 | 3.300  | 24.250 | [ 61 ]  |
| Đại học cao đẳng Dominican         | Ottawa                      | B | 1900 | 190    | 54     | 244    | [ 62 ]  |
| Đại học Lakehead                   | Thunder Bay & Orillia       | E | 1965 | 7.300  | 750    | 8.050  | [ 63 ]  |
| Đại học Laurentian                 | Sudbury & 4 trụ sở          | B | 1960 | 8.200  | 600    | 8.800  | [ 64 ]  |
| Đại học McMaster                   | Hamilton                    | E | 1887 | 22.940 | 3.130  | 26.070 | [ 65 ]  |
| Đại học Nipissing                  | North Bay & 2 trụ sở        | E | 1909 | 6.300  | 400    | 6.700  | [ 66 ]  |
| Đại học OCAD                       | Toronto                     | E | 1876 | 3.450  | 0      | 3.450  | [ 67 ]  |
| Đại học Queen                      | Kingston & Herstmonceux, UK | E | 1841 | 16.700 | 3.850  | 20.550 | [ 68 ]  |
| Đại họcSaint Paul                  | Ottawa                      | B | 1965 | 430    | 350    | 780    | [ 69 ]  |
| Đại học cao đẳng Tyndale           | Toronto                     | E | 1982 | 850    | 0      | 850    | [ 70 ]  |
| Đại học cao đẳng Redeemer          | Ancaster                    | E | 1982 | 955    | 0      | 955    |         |
| Cao đẳng Quân đội Hoàng gia Canada | Kingston                    | B | 1876 | 1.040  | 660    | 1.700  | [ 71 ]  |
| Đại học Ryerson                    | Toronto                     | E | 1948 | 30.200 | 1.570  | 31.770 | [ 72 ]  |
| Đại học Trent                      | Peterborough & Oshawa       | E | 1963 | 7.700  | 360    | 8.060  | [ 73 ]  |
| Đại học Guelph                     | Guelph & 4 trụ sở           | B | 1964 | 19.800 | 2.280  | 22.080 | [ 74 ]  |
| Học viện Kỹ thuật Ontario          | Oshawa                      | E | 2002 | 7.018  | 424    | 7.442  | [ 75 ]  |
| Đại học Ottawa                     | Ottawa                      | B | 1848 | 33.000 | 5.700  | 38.700 | [ 76 ]  |
| Đại học Toronto                    | Toronto & 2 trụ sở          | E | 1827 | 60.660 | 14.100 | 74.760 | [ 77 ]  |
| Đại học Waterloo                   | Waterloo & 4 trụ sở         | E | 1957 | 20.500 | 3.660  | 24.160 | [ 78 ]  |
| Đại học Western Ontario            | London                      | E | 1878 | 29.500 | 4.600  | 34.100 | [ 79 ]  |
| Đại học Windsor                    | Windsor                     | E | 1857 | 14.700 | 1.480  | 16.180 | [ 80 ]  |
| Đại học Wilfrid Laurier            | Waterloo & 2 trụ sở         | E | 1911 | 13.750 | 1.000  | 14.750 | [ 81 ]  |
| Đại học York                       | Toronto                     | B | 1959 | 46.640 | 5.650  | 52.290 | [ 82 ]  |

## Các trường đại học ở đảo Prince Edward
Chỉ có một đại học ở đảo Prince Edward cấp bằng chứng chỉ. Giáo dục đại học trên địa bàn tỉnh thuộc thẩm quyền của Cục Giáo dục Đại học và Dịch vụ Cộng tác thuộc Bộ Giáo dục và Phát triển Mầm non. Đại học đảo Prince Edward là đại học duy nhất ở thành phố trung tâm Charlottetown. Đại học là sự kết hợp của Cao đẳng Hoàng tử xứ Wales, từng là trường đại học được thành lập năm 1834 và đại học Saint Dunstan, thành lập năm 1855.
| Học viện                  | Địa điểm      | L | E    | U     | P   | T     | Ghi chú                 |
| ------------------------- | ------------- | - | ---- | ----- | --- | ----- | ----------------------- |
| Đại học đảo Prince Edward | Charlottetown | E | 1969 | 4.276 | 324 | 4.600 | [ 49 ] [ cần cập nhật ] |

## Các trường đại học ở Quebec

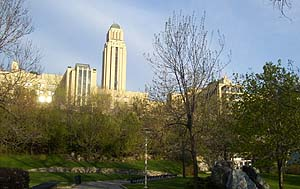
Đại học Montréal có lượng tuyển sinh đại học lớn nhất tại Quebec.

Có 17 trường trong cộng đồng tiếng Pháp ở Quebec. Trong số 17 trường có 14 trường tiếng Pháp và 3 trường tiếng Anh, tất cả được công nhận bởi 'Conférence des recteurs et des principaux des universités de Québec.
Bảy trường – Đại học University, École de technologie supérieure, École Polytechnique de Montréal, HEC Montréal, Đại học McGill, Université de Montréal, và Université du Québec à Montréal – nằm ở Montreal, thành phố đông dân nhất Quebec, và 3 trường – École nationale d'administration publique, Institut national de la recherche scientifique, và Đại học Laval – ở Quebec City, thủ phủ tỉnh Quebec.
Đại học lâu đời nhất là Đại học Laval, thành lập năm 1663. Có 2 trường thành lập năm 1974, là các trường gần đây đó là: École de technologie supérieure và đại học Concordia. Các trường ở Quebec tuyển sinh từ 480 sinh viên (Institut national de la recherche scientifique) đến 55,540 sinh viên (Université de Montréal).
| Tên trường                                     | Địa điểm                                                    | L | E    | U      | P      | T      | Ghi chú |
| ---------------------------------------------- | ----------------------------------------------------------- | - | ---- | ------ | ------ | ------ | ------- |
| Đại học Giám mục                               | Sherbrooke                                                  | E | 1843 | 2.240  | 20     | 2.260  | [ 86 ]  |
| Concordia University                           | Montreal                                                    | E | 1974 | 32.347 | 6.462  | 43.944 | [ 87 ]  |
| École de technologie supérieure                | Montreal                                                    | F | 1974 | 4.050  | 630    | 4.680  | [ 88 ]  |
| École nationale d'administration publique      | Quebec City, Montreal, Gatineau, Saguenay & Trois-Rivières. | F | 1969 | 0      | 1.880  | 1.880  | [ 89 ]  |
| École Polytechnique de Montréal                | Montreal                                                    | F | 1873 | 4.060  | 1.490  | 5.550  | [ 90 ]  |
| HEC Montréal                                   | Montreal                                                    | F | 1907 | 9.390  | 2.590  | 11.980 | [ 91 ]  |
| Institut national de la recherche scientifique | Quebec City và Montreal (métro Sherbrooke)                  | F | 1969 | 0      | 480    | 480    | [ 92 ]  |
| Đại học McGill                                 | Montreal & Ste-Anne-de-Bellevue                             | E | 1821 | 23.758 | 8.756  | 32.514 | [ 93 ]  |
| Đại học Montréal                               | Montreal                                                    | F | 1878 | 41.055 | 14.485 | 55.540 | [ 94 ]  |
| Đại học Sherbrooke                             | Sherbrooke                                                  | F | 1954 | 13.490 | 6.010  | 19.500 | [ 95 ]  |
| Đại học Québec en Abitibi-Témiscamingue        | Rouyn-Noranda                                               | F | 1970 | 2.260  | 390    | 2.650  | [ 96 ]  |
| Đại học Québec en Outaouais                    | Gatineau                                                    | F | 1970 | 4.360  | 1.090  | 5.450  | [ 97 ]  |
| Université du Québec à Chicoutimi              | Chicoutimi                                                  | F | 1969 | 5.140  | 1.030  | 6.170  | [ 98 ]  |
| Université du Québec à Montréal                | Montreal                                                    | F | 1969 | 33.100 | 6.570  | 41.670 | [ 99 ]  |
| Université du Québec à Rimouski                | Rimouski                                                    | F | 1969 | 4.620  | 810    | 5.430  | [ 100 ] |
| Université du Québec à Trois-Rivières          | Trois-Rivières                                              | F | 1969 | 9.160  | 1.450  | 10.610 | [ 101 ] |
| Đại học Laval                                  | Quebec City                                                 | F | 1663 | 27.530 | 10.270 | 37.800 | [ 102 ] |

## Các trường đại học ở tỉnh Saskatchewan

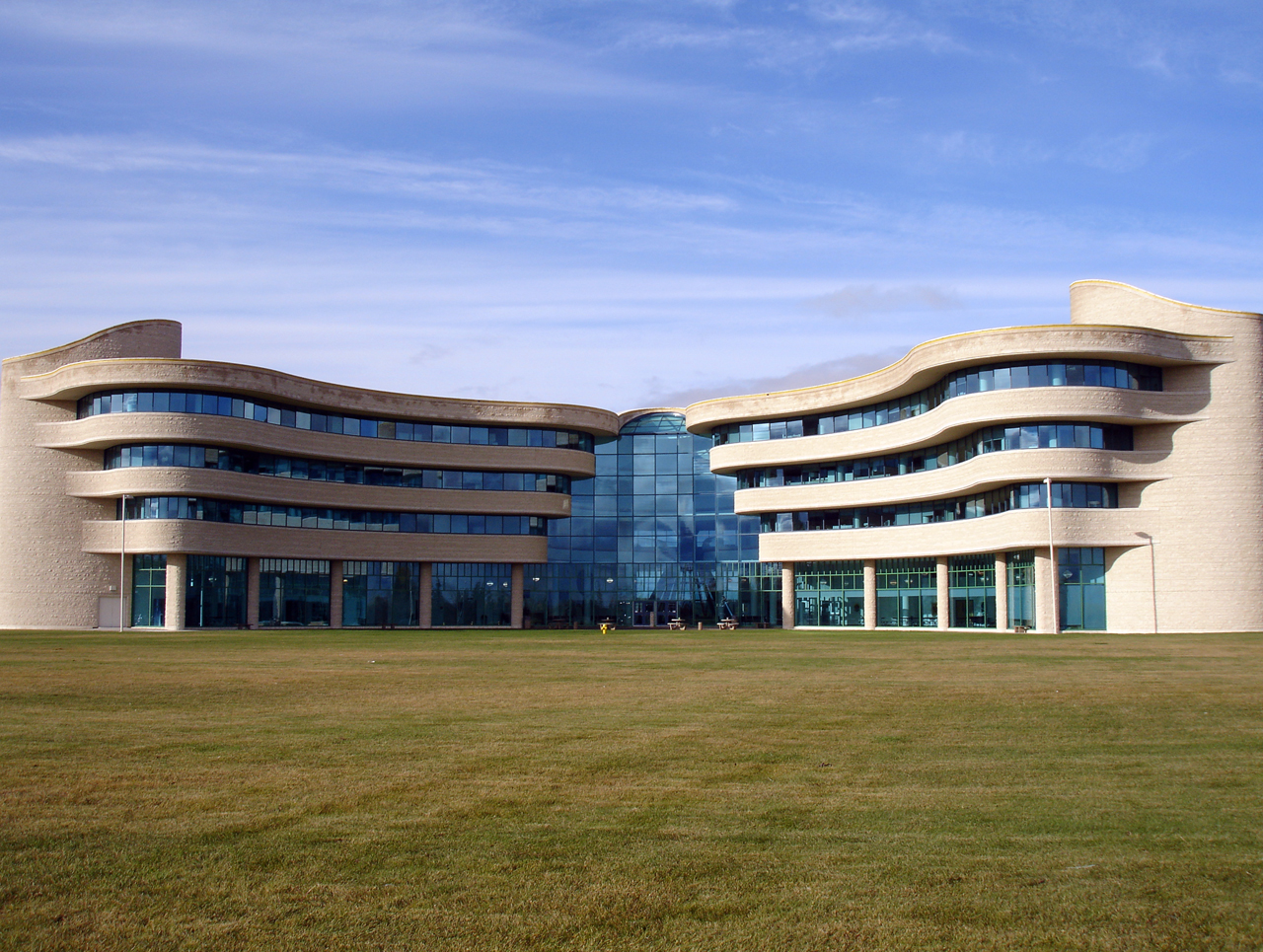
Đại học Đệ nhất Quốc gia Canada là đại học mới nhất tỉnh.

Có 3 trường đại học tại Saskatchewan. Chính phủ Saskatchewan thiếp lập quy chế riêng cho từng các đại học cấp chứng chỉ; điều này dựa vào thẩm quyền của các tổ chức, các quy định và các văn bản luật. Đại học Đệ nhất Quốc gia Canada và Đại học Regina cùng ở Regina, thành phố thủ phủ tỉnh Saskatchewan. Đại học Regina là đại học lâu đời nhất, thành lập năm 1907, còn Đại học Đệ nhất Quốc gia Canada là đại học mới nhất, thành lập năm 1976.
Đại học Saskatchewan là đại học lớn nhất ở Saskatchewan với 18,620 sinh viên, và Đại học Đệ nhất Quốc gia Canada là đại học nhỏ nhất với 840 sinh viên. Đại học Đệ nhất Quốc gia Canada là đại học Canada duy nhất phục vụ cho nhu cầu của sinh viên Đệ Nhất Quốc gia. Nó có nguồn gốc từ tên gọi Liên đoàn Quốc gia Ấn Độ Saskatchewan, và khi thành lập, trường đã thỏa thuận với đại học Regina tạo ra cao đẳng liên đoàn Ấn Độ Saskatchewan (SIFC). Bản thỏa thuận cho phép FNUC trở nên độc lập và phục vụ cho nhu cầu của sinh viên Đệ Nhất Quốc gia (First Nation).
| Tên trường                      | Địa điểm(s)                       | L | E    | U      | P     | T      | Ghi chú |
| ------------------------------- | --------------------------------- | - | ---- | ------ | ----- | ------ | ------- |
| Đại học Đệ nhất Quốc gia Canada | Regina, Saskatoon & Prince Albert | E | 1976 | 840    | 0     | 840    | [ 105 ] |
| Đại học Regina                  | Regina, Saskatoon & Swift Current | E | 1911 | 10.690 | 1.480 | 12.170 | [ 106 ] |
| Đại học Saskatchewan            | Saskatoon                         | E | 1907 | 16.430 | 2.190 | 18.620 | [ 107 ] |

## Footnotes
1. ↑  "The Constitution Act, 1867". Canada Department of Justice. Bản gốc lưu trữ ngày 14 tháng 6 năm 2006. Truy cập ngày 11 tháng 10 năm 2008.
2. ↑  Drake 2003, tr. 2
3. ↑  "The Constitution Act, 1982". Canada Department of Justice. Bản gốc lưu trữ ngày 20 tháng 3 năm 2007. Truy cập ngày 12 tháng 10 năm 2008.
4. ↑  "Postsecondary institutions defined". Association of Universities and Colleges of Canada. Bản gốc lưu trữ ngày 19 tháng 12 năm 2008. Truy cập ngày 23 tháng 10 năm 2008.
5. ↑  "AUCC membership key to granting foundational degrees". Mount Royal College. Lưu trữ bản gốc ngày 27 tháng 9 năm 2007. Truy cập ngày 23 tháng 10 năm 2008.
6. ↑  "University funding". Association of Universities and Colleges in Canada. tháng 11 năm 2000. Bản gốc lưu trữ ngày 5 tháng 10 năm 2006. Truy cập ngày 12 tháng 10 năm 2008.
7. 1 2  "University tuition fees". Statistics Canada. Bản gốc lưu trữ ngày 23 tháng 6 năm 2007. Truy cập ngày 12 tháng 10 năm 2008.
8. ↑  "Post-Secondary Attainment". Industry Canada. Truy cập ngày 12 tháng 10 năm 2008. [liên kết hỏng]
9. 1 2  "Post-Secondary Institutions". Advanced Education and Technology. Bản gốc lưu trữ ngày 9 tháng 3 năm 2008. Truy cập ngày 9 tháng 10 năm 2008.
10. ↑  Intercamp, "MacEwan and MRC could add University to name"[liên kết hỏng].
11. ↑  Braid, Don (ngày 3 tháng 9 năm 2009). "Tories reward Mount Royal". Calgary Herald. Bản gốc lưu trữ ngày 4 tháng 9 năm 2009. Truy cập ngày 3 tháng 9 năm 2009.
12. ↑  "Grant MacEwan University celebrates new name". ngày 24 tháng 9 năm 2009. Bản gốc lưu trữ ngày 16 tháng 7 năm 2011. Truy cập ngày 25 tháng 9 năm 2009.
13. ↑  "University of Alberta". Association of Universities and Colleges of Canada. Bản gốc lưu trữ ngày 14 tháng 3 năm 2008. Truy cập ngày 28 tháng 6 năm 2010.
14. ↑  "Athabasca University". Association of Universities and Colleges of Canada. Bản gốc lưu trữ ngày 9 tháng 6 năm 2010. Truy cập ngày 28 tháng 6 năm 2010.
15. ↑  "University of Calgary". Association of Universities and Colleges of Canada. Bản gốc lưu trữ ngày 2 tháng 7 năm 2010. Truy cập ngày 28 tháng 6 năm 2010.
16. ↑  "The University of Lethbridge". Association of Universities and Colleges of Canada. Bản gốc lưu trữ ngày 6 tháng 12 năm 2008. Truy cập ngày 8 tháng 10 năm 2008.
17. ↑   http://www.mtroyal.ca/AboutMountRoyal/FastFacts/index.htm. Truy cập ngày 13 tháng 11 năm 2011. {{Chú thích web}}: |title= trống hay bị thiếu (trợ giúp)
18. ↑  "Bản sao đã lưu trữ". Bản gốc lưu trữ ngày 16 tháng 11 năm 2012. Truy cập ngày 13 tháng 11 năm 2011.
19. ↑  "Recommendations and Decisions". Ministry of Advanced Education and Labour Market Development. Truy cập ngày 27 tháng 9 năm 2008.
20. ↑  "About UBC". ubc.ca. Truy cập ngày 1 tháng 8 năm 2011.
21. ↑  "An Overview of B.C.'s Public Post-secondary Institutions". Aved.gov.bc.ca. ngày 1 tháng 9 năm 2008. Truy cập ngày 5 tháng 9 năm 2009.
22. ↑  "Fall 2007: Student Enrolment and Demographic Statistics" (PDF). Capilano University. Truy cập ngày 21 tháng 3 năm 2009.[liên kết hỏng]
23. ↑  "Emily Carr University of Art + Design". Association of Universities and Colleges of Canada. Bản gốc lưu trữ ngày 30 tháng 3 năm 2009. Truy cập ngày 21 tháng 3 năm 2009.
24. ↑  "Fairleigh Dickinson University, Vancouver". Fairleigh Dickinson University. Truy cập ngày 23 tháng 10 năm 2008.
25. ↑  "Kwantlen Polytechnic University". Association of Universities and Colleges of Canada. Bản gốc lưu trữ ngày 30 tháng 3 năm 2009. Truy cập ngày 21 tháng 3 năm 2009.
26. ↑  "Quest Univesity". Association of Universities and Colleges of Canada. Bản gốc lưu trữ ngày 25 tháng 11 năm 2011. Truy cập ngày 18 tháng 11 năm 2011.
27. ↑  "Royal Roads University". Association of Universities and Colleges of Canada. Bản gốc lưu trữ ngày 31 tháng 3 năm 2009. Truy cập ngày 21 tháng 3 năm 2009.
28. ↑  "Simon Fraser University". Association of Universities and Colleges of Canada. Bản gốc lưu trữ ngày 31 tháng 3 năm 2009. Truy cập ngày 21 tháng 3 năm 2009.
29. ↑  "Thompson Rivers University". Bản gốc lưu trữ ngày 5 tháng 12 năm 2010.
30. ↑  "Trinity Western University". Association of Universities and Colleges of Canada. Bản gốc lưu trữ ngày 30 tháng 3 năm 2009. Truy cập ngày 21 tháng 3 năm 2009.
31. ↑  "The University of British Columbia". Association of Universities and Colleges of Canada. Bản gốc lưu trữ ngày 12 tháng 9 năm 2008. Truy cập ngày 21 tháng 3 năm 2009.
32. ↑  "University of Victoria". Association of Universities and Colleges of Canada. Bản gốc lưu trữ ngày 11 tháng 9 năm 2008. Truy cập ngày 21 tháng 3 năm 2009.
33. ↑  "Growth on track as Victoria's University Canada West honours graduates at second Convocation". University Canada West. Bản gốc lưu trữ ngày 10 tháng 6 năm 2008. Truy cập ngày 20 tháng 9 năm 2008.
34. ↑  "University of the Fraser Valley". Association of Universities and Colleges of Canada. Bản gốc lưu trữ ngày 30 tháng 3 năm 2009. Truy cập ngày 21 tháng 3 năm 2009.
35. ↑  "University of Northern British Columbia". Association of Universities and Colleges of Canada. Bản gốc lưu trữ ngày 30 tháng 3 năm 2009. Truy cập ngày 21 tháng 3 năm 2009.
36. ↑  "Vancouver Island University". Association of Universities and Colleges of Canada. Bản gốc lưu trữ ngày 23 tháng 3 năm 2009. Truy cập ngày 21 tháng 3 năm 2009.
37. 1 2 3 4 5  "Canadian Universities". Association of Universities and Colleges of Canada. Bản gốc lưu trữ ngày 21 tháng 8 năm 2011. Truy cập ngày 8 tháng 10 năm 2008.
38. ↑  "Quality Assurance Practices for Postsecondary Institutions in Manitoba". Canadian Information Centre for International Credentials. ngày 6 tháng 3 năm 2008. Truy cập ngày 11 tháng 10 năm 2008.
39. ↑  "Brandon University". Association of Universities and Colleges of Canada. Bản gốc lưu trữ ngày 18 tháng 12 năm 2008. Truy cập ngày 8 tháng 10 năm 2008.
40. ↑  "Manitoba Advanced Education and Literacy". Government of Manitoba. Truy cập ngày 22 tháng 10 năm 2008.
41. ↑  "The University of Manitoba". Association of Universities and Colleges of Canada. Bản gốc lưu trữ ngày 12 tháng 11 năm 2008. Truy cập ngày 8 tháng 10 năm 2008.
42. ↑  "Collège universitaire de Saint-Boniface". Association of Universities and Colleges of Canada. Bản gốc lưu trữ ngày 18 tháng 12 năm 2008. Truy cập ngày 8 tháng 10 năm 2008.
43. ↑  "The University of Winnipeg". Association of Universities and Colleges of Canada. Bản gốc lưu trữ ngày 18 tháng 12 năm 2008. Truy cập ngày 8 tháng 10 năm 2008.
44. ↑  "Premier announces NB Commission on Post-Secondary Education (07/01/19)". Government of New Brunswick. ngày 19 tháng 1 năm 2007. Bản gốc lưu trữ ngày 28 tháng 8 năm 2007. Truy cập ngày 11 tháng 10 năm 2008.
45. ↑  "UNB: Quick Facts". University of New Brunswick. Truy cập ngày 11 tháng 10 năm 2008.
46. ↑  "Mount Allison and our Campus..." Mount Allison University. Bản gốc lưu trữ ngày 28 tháng 6 năm 2012. Truy cập ngày 24 tháng 10 năm 2008.
47. ↑  "Bethany Bible College, Sussex, New Brunswick". Campus Starter. 2010. Bản gốc lưu trữ ngày 8 tháng 7 năm 2011. Truy cập ngày 30 tháng 1 năm 2010.
48. ↑  "Atlantic Baptist University, Moncton, New Brunswick". Campus Starter. 2010. Bản gốc lưu trữ ngày 8 tháng 7 năm 2011. Truy cập ngày 30 tháng 1 năm 2010.
49. 1 2 3 4 5 6 7 8 9 10 11 12 13 14 15 16 17  "Full-time plus Part-time Enrollment". Association of Atlantic Universities. ngày 14 tháng 10 năm 2011. Truy cập ngày 9 tháng 1 năm 2012.[liên kết hỏng]
50. ↑  "St. Stephen's University, St. Stephen, New Brunswick". Campus Starter. 2010. Bản gốc lưu trữ ngày 5 tháng 3 năm 2016. Truy cập ngày 30 tháng 1 năm 2010.
51. ↑  "Degree Granting Act, R.S.N.L. 1990, c. D-5". Canadian Legal Information Institute. Truy cập ngày 11 tháng 10 năm 2008.
52. ↑  "About the School of Music". Memorial University. Truy cập ngày 12 tháng 10 năm 2008.
53. ↑  "Universities in Nova Scotia". Government of Nova Scotia. Truy cập ngày 21 tháng 10 năm 2008.
54. ↑  Bourinot, John George (2004). "Chapter II: Education". The Intellectual Development of the Canadian People. Kessinger Publishing. ISBN 1419167472.
55. ↑  "Post Secondary - Schools Programs - University". Ontario Ministry of Training, Colleges, and Universities. Bản gốc lưu trữ ngày 5 tháng 1 năm 2011. Truy cập ngày 10 tháng 1 năm 2011.
56. ↑  "Post Secondary - Schools Programs - Private Universities". Ontario Ministry of Training, Colleges, and Universities. Bản gốc lưu trữ ngày 3 tháng 7 năm 2016. Truy cập ngày 10 tháng 1 năm 2011.
57. ↑  Cooper, William Mansfield (tháng 7 năm 1967). "Governments and the University". Peabody Journal of Education. Quyển 45 số 1. tr. 57–60.
58. ↑  Girard, Daniel (ngày 20 tháng 9 năm 2007). "University of Toronto (Mississauga): Best of both worlds". Toronto Star. Truy cập ngày 21 tháng 4 năm 2008.
59. ↑  "Algoma University". Association of Universities and Colleges of Canada (AUCC). Bản gốc lưu trữ ngày 18 tháng 12 năm 2008. Truy cập ngày 27 tháng 9 năm 2008.
60. ↑  "Brock University". Brock University. Truy cập ngày 27 tháng 9 năm 2008.
61. ↑  "Carleton University". AUCC. Bản gốc lưu trữ ngày 10 tháng 12 năm 2008. Truy cập ngày 27 tháng 9 năm 2008.
62. ↑  "Dominican College of Philosophy and Theology (Dominican University College)". AUCC. Bản gốc lưu trữ ngày 18 tháng 12 năm 2008. Truy cập ngày 27 tháng 9 năm 2008.
63. ↑  "Lakehead University". AUCC. Bản gốc lưu trữ ngày 10 tháng 12 năm 2008. Truy cập ngày 27 tháng 9 năm 2008.
64. ↑  "Laurentian University of Sudbury". AUCC. Bản gốc lưu trữ ngày 12 tháng 11 năm 2008. Truy cập ngày 27 tháng 9 năm 2008.
65. ↑  "McMaster University". AUCC. Bản gốc lưu trữ ngày 10 tháng 12 năm 2008. Truy cập ngày 27 tháng 9 năm 2008.
66. ↑  "Nipissing University". AUCC. Bản gốc lưu trữ ngày 18 tháng 12 năm 2008. Truy cập ngày 27 tháng 9 năm 2008.
67. ↑  "Ontario College of Art & Design". AUCC. Bản gốc lưu trữ ngày 12 tháng 11 năm 2008. Truy cập ngày 27 tháng 9 năm 2008.
68. ↑  "Queen's University at Kingston". AUCC. Bản gốc lưu trữ ngày 6 tháng 11 năm 2008. Truy cập ngày 27 tháng 9 năm 2008.
69. ↑  "Saint Paul University". SPU. Truy cập ngày 12 tháng 3 năm 2011.
70. ↑  "Tyndale University College". Truy cập ngày 22 tháng 8 năm 2011.
71. ↑  "Royal Military College of Canada". AUCC. Bản gốc lưu trữ ngày 18 tháng 5 năm 2011. Truy cập ngày 27 tháng 9 năm 2008.
72. ↑  "Ryerson University". AUCC. Bản gốc lưu trữ ngày 13 tháng 7 năm 2011. Truy cập ngày 27 tháng 9 năm 2008.
73. ↑  "Trent University". AUCC. Bản gốc lưu trữ ngày 18 tháng 12 năm 2008. Truy cập ngày 27 tháng 9 năm 2008.
74. ↑  "University of Guelph". AUCC. Bản gốc lưu trữ ngày 12 tháng 11 năm 2008. Truy cập ngày 27 tháng 9 năm 2008.
75. ↑  "University of Ontario Institute of Technology". AUCC. Bản gốc lưu trữ ngày 18 tháng 5 năm 2011. Truy cập ngày 27 tháng 9 năm 2008.
76. ↑  "University of Ottawa". AUCC. Bản gốc lưu trữ ngày 18 tháng 5 năm 2011. Truy cập ngày 1 tháng 6 năm 2010.
77. ↑  "University of Toronto". AUCC. Bản gốc lưu trữ ngày 13 tháng 9 năm 2008. Truy cập ngày 27 tháng 9 năm 2008.
78. ↑  "University of Waterloo". AUCC. Bản gốc lưu trữ ngày 7 tháng 6 năm 2007. Truy cập ngày 27 tháng 9 năm 2008.
79. ↑  "The University of Western Ontario". AUCC. Bản gốc lưu trữ ngày 18 tháng 12 năm 2008. Truy cập ngày 27 tháng 9 năm 2008.
80. ↑  "University of Windsor". AUCC. Bản gốc lưu trữ ngày 5 tháng 11 năm 2008. Truy cập ngày 27 tháng 9 năm 2008.
81. ↑  "Wilfrid Laurier University". AUCC. Bản gốc lưu trữ ngày 18 tháng 12 năm 2008. Truy cập ngày 27 tháng 9 năm 2008.
82. ↑  "York University". AUCC. Bản gốc lưu trữ ngày 10 tháng 12 năm 2008. Truy cập ngày 27 tháng 9 năm 2008.
83. ↑  "Higher Education and Corporate Services". Government of Prince Edward Island. Truy cập ngày 11 tháng 10 năm 2008.
84. ↑  "University of Prince Edward Island". The Canadian Encyclopedia. Bản gốc lưu trữ ngày 15 tháng 5 năm 2006. Truy cập ngày 12 tháng 10 năm 2008.
85. ↑  "Qui sommes-nous ?" (bằng tiếng Pháp). Conférence des recteurs et des principaux des universités de Québec. Bản gốc lưu trữ ngày 9 tháng 2 năm 2012. Truy cập ngày 27 tháng 9 năm 2008.
86. ↑  "Bishop's University". Association of Universities and Colleges of Canada. Bản gốc lưu trữ ngày 10 tháng 12 năm 2008. Truy cập ngày 26 tháng 9 năm 2008.
87. ↑  "Concordia University". Association of Universities and Colleges of Canada. Bản gốc lưu trữ ngày 18 tháng 12 năm 2008. Truy cập ngày 26 tháng 9 năm 2008.
88. ↑  "Université du Québec - École de technologie supérieure". Association of Universities and Colleges of Canada. Bản gốc lưu trữ ngày 5 tháng 11 năm 2008. Truy cập ngày 26 tháng 9 năm 2008.
89. ↑  "Université du Québec - École nationale d'administration publique". Association of Universities and Colleges of Canada. Bản gốc lưu trữ ngày 15 tháng 9 năm 2008. Truy cập ngày 26 tháng 9 năm 2008.
90. ↑  "École Polytechnique de Montréal". Association of Universities and Colleges of Canada. Bản gốc lưu trữ ngày 1 tháng 8 năm 2008. Truy cập ngày 26 tháng 9 năm 2008.
91. ↑  "École des Hautes Études Commerciales". Association of Universities and Colleges of Canada. Bản gốc lưu trữ ngày 12 tháng 11 năm 2008. Truy cập ngày 26 tháng 9 năm 2008.
92. ↑  "Institut national de la recherche scientifique". Association of Universities and Colleges of Canada. Bản gốc lưu trữ ngày 18 tháng 12 năm 2008. Truy cập ngày 26 tháng 9 năm 2008.
93. ↑  "McGill University". Association of Universities and Colleges of Canada. Bản gốc lưu trữ ngày 12 tháng 11 năm 2008. Truy cập ngày 26 tháng 9 năm 2008.
94. ↑  "Université de Montréal". Association of Universities and Colleges of Canada. Bản gốc lưu trữ ngày 6 tháng 11 năm 2008. Truy cập ngày 26 tháng 9 năm 2008.
95. ↑  "Université de Sherbrooke". Association of Universities and Colleges of Canada. Bản gốc lưu trữ ngày 10 tháng 12 năm 2008. Truy cập ngày 26 tháng 9 năm 2008.
96. ↑  "Université du Québec en Abitibi-Témiscamingue". Association of Universities and Colleges of Canada. Bản gốc lưu trữ ngày 1 tháng 8 năm 2008. Truy cập ngày 26 tháng 9 năm 2008.
97. ↑  "Université du Québec en Outaouais". Association of Universities and Colleges of Canada. Bản gốc lưu trữ ngày 11 tháng 12 năm 2008. Truy cập ngày 26 tháng 9 năm 2008.
98. ↑  "Université du Québec à Chicoutimi". Association of Universities and Colleges of Canada. Bản gốc lưu trữ ngày 18 tháng 12 năm 2008. Truy cập ngày 26 tháng 9 năm 2008.
99. ↑  "Université du Québec à Montréal". Association of Universities and Colleges of Canada. Bản gốc lưu trữ ngày 17 tháng 12 năm 2008. Truy cập ngày 26 tháng 9 năm 2008.
100. ↑  "Université du Québec à Rimouski". Association of Universities and Colleges of Canada. Bản gốc lưu trữ ngày 18 tháng 12 năm 2008. Truy cập ngày 26 tháng 9 năm 2008.
101. ↑  "Université du Québec à Trois-Rivières". Association of Universities and Colleges of Canada. Bản gốc lưu trữ ngày 15 tháng 9 năm 2008. Truy cập ngày 26 tháng 9 năm 2008.
102. ↑  "Université Laval". Association of Universities and Colleges of Canada. Bản gốc lưu trữ ngày 10 tháng 12 năm 2008. Truy cập ngày 26 tháng 9 năm 2008.
103. ↑  "Quality Assurance Practices for Postsecondary Institutions in Saskatchewan". Canadian Information Centre for International Credentials. ngày 25 tháng 1 năm 2008. Truy cập ngày 11 tháng 10 năm 2008.
104. ↑  "Our History". First Nations University of Canada. Truy cập ngày 24 tháng 10 năm 2008.
105. ↑  "First Nations University of Canada". AUCC. Bản gốc lưu trữ ngày 18 tháng 12 năm 2008. Truy cập ngày 8 tháng 10 năm 2008.
106. ↑  "University of Regina". AUCC. Bản gốc lưu trữ ngày 18 tháng 12 năm 2008. Truy cập ngày 8 tháng 10 năm 2008.
107. ↑  "University of Saskatchewan". AUCC. Bản gốc lưu trữ ngày 18 tháng 12 năm 2008. Truy cập ngày 8 tháng 10 năm 2008.